# Astragalus neglectus
Astragalus neglectus är en ärtväxtart som först beskrevs av John Torrey och Asa Gray, och fick sitt nu gällande namn av Edmund Perry Sheldon. Astragalus neglectus ingår i släktet vedlar, och familjen ärtväxter. Inga underarter finns listade i Catalogue of Life.